# 로아탄섬아구티
로아탄섬아구티(Dasyprocta ruatanica)는 아구티과에 속하는 남아메리카 설치류의 일종이다. 온두라스 북쪽 연안에 있는 로아탄섬의 토착종이다. 서식지 감소와 사냥으로 멸종 위협을 받고 있다. 알려진 아종은 없다.

## 특징
로아탄섬아구티는 널리 분포하는 중앙아메리카아구티를 아주 많이 닮았지만, 크기가 눈에 띄게 작고. 머리부터 몸까지 길이가 약 44cm에 불과하다. 온 몸은 전체적으로 오렌지빛 갈색이고 하체로 갈수록 점점 희미한 올리브색 색조를 띠며, 등 쪽은 백발이 섞인 검은색의 줄무늬 색을 띤다. 턱에 흰 반점이 있고, 배 쪽은 누르스름한 얼룩 무늬가 나 있다. 털이 없는 귀를 가진 중앙아메리카아구티와는 달리, 로아탄섬아구티는 귀에 약간의 검은색 털을 갖고 있다. 전체적인 몸 색깔은 중앙아메리카아구티류보다 화려하다고 말하곤 하지만 그 차이는 미미하고, 두 종의 몸 크기를 통한 구별보다는 덜 신뢰할 만하다.